# Jean-Yves L’Énflé
Jean-Yves L’Énflé (ur. 1952) – maurytyjski piłkarz grający na pozycji napastnika. W swojej karierze rozegrał 29 meczów i strzelił 15 goli w reprezentacji Mauritiusa.

## Kariera klubowa
W swojej karierze piłkarskiej L’Énflé grał w klubie Fire Brigade SC. Z nim między innymi czterokrotnie został mistrzem kraju w sezonach 1979/1980, 1982/1983, 1983/1984 i 1984/1985 oraz zdobył cztery Puchary Mauritiusa w latach 1980, 1981, 1982 i 1983.

## Kariera reprezentacyjna
W reprezentacji Mauritiusa L’Énflé zadebiutował 28 czerwca 1976 roku w przegranym 1:3 meczu Igrzysk Wysp Oceanu Indyjskiego 1976 z Seszelami i w debiucie strzelił gola. Od 1976 do 1984 wystąpił w kadrze narodowej 29 razy i strzelił 15 goli.